# Daniel Lander
Daniel Lander né en 1927 à Paris et mort le 17 juin 2013 est un poète, peintre et réalisateur de téléfilms français.
Robert Sabatier le classe parmi les poètes de la « Poésie pour vivre » dans son Histoire de la poésie française. Il note que, dans la poésie de Lander, « qu'il s'agisse de vie et de mort, de quotidienneté et de durée, la chaleur est présente, la sympathie, la spontanéité. » Daniel Lander a également été remarqué par Jean Orizet, qui vante en lui un « esthète tragique ».

## Liste des œuvres
- Centre de gravité, 1959
- Signes de reconnaissance, 1977
- État second, 1976
- Les Choses comme elles sont, 1986.

## Sources
- « Daniel Lander », sur Les Hommes sans épaules
- Robert Sabatier, La poésie du Vingtième siècle, vol. III - Métamorphoses et modernité, Paris, Albin-Michel, 1988 (ISBN 2-226-03398-X), « Daniel Lander », p. 401